# Matisia floccosa
Matisia floccosa är en malvaväxtart som beskrevs av J.L. Fernández Alonso. Matisia floccosa ingår i släktet Matisia och familjen malvaväxter. Inga underarter finns listade i Catalogue of Life.